# The Prophecy (film)
Pour les articles homonymes, voir The Prophecy.
Série
The Prophecy 2
(1998)
Pour plus de détails, voir Fiche technique et Distribution.
The Prophecy est un film d'horreur américain écrit et réalisé par Gregory Widen et sorti en 1995. C'est le premier d'une série de cinq films qui ont pour thème une guerre entre les anges.

## Synopsis
Thomas Dagget est devenu inspecteur de police après avoir failli devenir prêtre. Il a perdu la foi après avoir eu des visions d'anges se faisant la guerre. Dagget enquête sur le corps d'un homme qui a été retrouvé et ne semble pas humain (il est hermaphrodite et certains organes sont absents). Parmi ses effets personnels, il trouve un chapitre inconnu de l'Apocalypse qui parle d'une révolte de certains anges qui n'acceptent pas que l'homme soit élevé dessus d'eux. Ces anges, dont le chef est Gabriel, cherchent une âme particulière qui pourrait leur faire gagner la guerre. Simon, un ange resté fidèle, a caché cette âme dans le corps d'une fillette, Mary, Gabriel et Dagget se lancent chacun de leur côté à sa recherche. C'est Katherine, sa maîtresse de classe, qui a recueilli Mary, laquelle commence à être possédée par l'âme qui lui a été implantée.

## Fiche technique
- Titre : The Prophecy
- Titre québécois : La Prophétie
- Réalisation : Gregory Widen
- Scénario : Gregory Widen
- Musique : David C. Williams
- Photographie : Richard Clabaugh et Bruce Douglas Johnson
- Montage : Sonny Baskin
- Décors : Clark Hunter
- Costumes : Dana Allyson
- Production : Joel Soisson
- Sociétés de production : First Look International, NEO Motion Pictures et Overseas FilmGroup
- Société de distribution : Dimension Films (États-Unis) ; Overseas FilmGroup (international)
- Budget : 8 000 000 $
- Pays d'origine :  États-Unis
- Langue originale : anglais
- Format : Couleurs - 2,35:1 - 35 mm
- Genre : Horreur, Thriller
- Durée : 98 minutes
- Dates de sortie : 
  -  États-Unis : 1er septembre 1995
- Classification :
  - États-Unis : R
  - France : interdit aux moins de 12 ans lors de sa sortie

## Distribution
- Elias Koteas (VF : Philippe Vincent) : Thomas Dagget
- Virginia Madsen (VF : Véronique Augereau) : Katherine
- Christopher Walken (VF : Bernard Tiphaine) : Gabriel
- Eric Stoltz (VF : Jean-François Vlérick) : Simon
- Viggo Mortensen : Lucifer
- Amanda Plummer : Rachael
- Moriah Shining Dove Snyder : Mary
- Adam Goldberg : Jerry
- Steve Hytner (en) : Joseph
- J. C. Quinn : Burrows

## Accueil
Le film a rapporté 16 115 878 $ aux États-Unis (le double de son budget).
Il recueille 43 % de critiques favorables, avec une note moyenne de 5,1/10 et sur la base de 21 critiques collectées, sur le site Rotten Tomatoes.

## Distinctions
Le film a reçu deux nominations aux Saturn Awards 1996 dans les catégories du meilleur film d'horreur et du meilleur acteur dans un second rôle (pour Christopher Walken).

## SagaThe Prophecy
1. The Prophecy (1995)
2. The Prophecy 2 (1998)
3. The Prophecy 3: The Ascent (2000)
4. The Prophecy: Uprising (en) (2005)
5. The Prophecy: Forsaken (en) (2005)